# SOS/プレゼント
『SOS/プレゼント』（エスオーエス/プレゼント）は、2015年9月25日にトイズファクトリーより発売された。日本のバンド・SEKAI NO OWARIのメジャー9作目、通算11作目のシングル。

## 概要
- 前作「ANTI-HERO」から約2か月ぶりのCDシングル。両A面シングルとしては「天使と悪魔/ファンタジー」以来9作ぶり、通算2作目となる。
- 「SOS」は三浦春馬主演の映画『進撃の巨人 ATTACK ON TITAN エンド オブ ザ ワールド』の主題歌として書き下ろされた[1]。映画主題歌を手掛けるのは3作連続、通算5作目となる[注 1]。
- 「プレゼント」は第82回『NHK全国学校音楽コンクール』中学校の部の課題曲として書き下ろされた[2]。2024年公開のディズニーおよびピクサーの劇場アニメ『インサイド・ヘッド2』の日本版エンドソングに採用された[3]。
- ジャケットが異なる初回限定盤Aと初回限定盤B、通常盤の3形態で発売された。初回限定盤Aには特典として「SOS」のミュージック・ビデオとメイキング映像を、初回限定盤Bには2014年10月4日に富士急ハイランドで行われた『TOKYO FANTASY』から「スノーマジックファンタジー」「Death Disco」「炎の戦士」「RPG」のライブ映像を収録したDVDが同梱された[4][5]。また、前々作以来2作ぶりに通常盤の初回生産分には謎のDVDが当たるスクラッチカードが封入された[4]。
- 「プレゼント」で『第66回NHK紅白歌合戦』に出場[6]。中学生の合唱団と共に披露した[7]。
- CDの発売曜日が世界標準で金曜日になっている事情から[8]、オリコンチャートの集計では不利な金曜日に発売されたが初登場首位を獲得した。シングルとしては「スノーマジックファンタジー」以来4作ぶり、通算2作目となる。

## 収録曲
1. SOS [5:05]
作詞：Saori
英補作詞：Nelson Babin-coy
作曲：Fukase
編曲：SEKAI NO OWARI、Ken Thomas
プロデューサーにケン・トーマスを、ボーカルプロデューサーにエミリー・ライトを迎えて、ロンドンでレコーディングされた楽曲[注 2]。前作に引き続き全編英語詞となっている。
映画『進撃の巨人 ATTACK ON TITAN エンド オブ ザ ワールド』の主題歌で、Fukaseは「映画が残酷な世界観だから、エンディングはきれいなものにしたかった。歌をインストゥルメンタルみたいにしたらどうかなと考えたらアイデアが繋がりメロディができた」と語っている。Nakajinはサウンド面において「Fukaseの裏声も白い要素のひとつ。クラシカルなものは白くできるんじゃないかと思い、クラシックをイメージして制作した」という[9]。
SaoriはFukaseからの「映画は黒い要素が多いから、引き立たせるために英詞の白い楽曲がいい」という要望の下、パラレルワールドのように別の登場人物の老人がいて、自分の人生が終わると分かった時に、子どもたちに向かって歌う歌はきっと白くて美しいんじゃないかと考えたこと、Fukaseが外国の児童養護施設の子どもたちに多額の援助をしていると知ったことがきっかけで歌詞を書いたという。タイトルは歌詞の中に出てくる「Sound Of Silence」の略語で、Saoriはこのことについて「助けを叫ぶことと真逆なのに同じ響きになる。最初はSOSが聞こえるのに、だんだんノイズみたいになり、そのうち静寂になっていく。世界中で苦しんでいる人たちがいるのを知っていたはずなのに、何を感じていたのだろう」と、自分に対する戒めを意味しているという[9]。
ミュージック・ビデオは「RPG」「スノーマジックファンタジー」「炎と森のカーニバル」「ANTI-HERO」を手掛けた田向潤が監督を務め、全編ロケーション撮影で行われた。メンバーがモノクロームの世界で色を持った怪物と出会い、色を取り戻していくというセリフのないストーリーが描かれている[10]。
2. プレゼント [4:45]
作詞：Saori
作曲：Nakajin
編曲：SEKAI NO OWARI、CHRYSANTHEMUM BRIDGE
CHRYSANTHEMUM BRIDGEとの共同編曲で、シングルとしては「炎と森のカーニバル」以来3作ぶりとなる[注 3][2]。
『NHK全国学校音楽コンクール』中学校の部の課題曲として制作された楽曲。NHK全国学校音楽コンクールの楽曲指導をした経験があることからSaoriが作詞を担当したといい、歌詞について「葛藤の多かった中学生の自分にプレゼントしたい曲」をテーマにしたという[9]。
Saoriの歌詞を受けてNakajinは中学生を経た大人にも届くように、中学校時代を思い出せるサウンドとして、合唱、チャイム、バスケットボールのバウンド音などを取り入れている。また、中学校の教室、廊下、体育館などでレコーディングされた[9]。
ミュージック・ビデオは『第82回 NHK全国学校音楽コンクール』の特別番組を通して出会った女の子のドキュメンタリーを観て感銘を受けたメンバーが、鉄拳にパラパラマンガを依頼し制作された。孤独な合唱部の女の子が「みんなで歌いたい」という熱い思いを持って全国合唱音楽コンクールに挑戦という女の子の実話に基づいたストーリーが描かれている[11]。
3. スノーマジックファンタジー -Twilight City arranged- [5:55]
作詞：Fukase
作曲：Nakajin
編曲：SEKAI NO OWARI
同年7月18日と7月19日に日産スタジアムで行われたライブ『Twilight City』で披露されたアコースティックアレンジを再レコーディングしたもの[12]。原曲と異なり、Nakajinのアコースティック・ギターとFukaseのボーカルのみによるアレンジとなっている。
4. ピエロ -Twilight City arranged- [5:54]
作詞・作曲：Fukase
編曲：SEKAI NO OWARI
同年7月18日と7月19日に日産スタジアムで行われたライブ『Twilight City』で披露されたアコースティックアレンジを再レコーディングしたもの[12]。原曲と異なり、SaoriのピアノとFukaseのボーカルのみによるアレンジとなっている。

## 参加ミュージシャン
SEKAI NO OWARI
- SEKAI NO OWARI：Synthesizer (#1)
- Fukase：Vocal & Backing Vocal (#1)
- Nakajin：Acoustic Guitar & Programming (#1)
- Saori：Piano (#1)
- DJ LOVE：DJ

Additional Musician
- ケン・トーマス：Produced (#1)
- エミリー・ライト：Vocal Produced (#1)
- 高桑秋朝：Vocal Edit (#1)

## タイアップ
- 東宝配給映画『進撃の巨人 ATTACK ON TITAN エンド オブ ザ ワールド』主題歌 (#1)
- 第82回『NHK全国学校音楽コンクール』中学校の部課題曲 (#2)
- ディズニー/ピクサー映画『インサイド・ヘッド2』日本版エンドソング (#2)

## 収録アルバム
- Eye (#1)
- 2016 アニメ&キッズ・ヒット・マーチ 〜動物戦隊ジュウオウジャー/サザエさん〜 (#2)
- SEKAI NO OWARI 2010-2019 (#1,2)